# Notiobia picea
Notiobia picea är en skalbaggsart som beskrevs av Leconte 1848. Notiobia picea ingår i släktet Notiobia och familjen jordlöpare. Inga underarter finns listade i Catalogue of Life.